# 胡越的故事
《胡越的故事》，是1981年上映的香港犯罪電影，為導演許鞍華「越南三部曲」中的第二部，由周潤發、繆騫人及鍾楚紅主演，是鍾楚紅的成名作。電影主題圍繞香港當年的熱門新聞話題——越南船民問題，講述越南華裔青年胡越在越戰後逃亡至香港後的生存與愛情故事。本片是香港新浪潮的代表作之一，在1981年4月24日於香港上映，1989年1月7日於南韓上映，榮獲第1屆香港電影金像獎最佳編劇。

## 劇情
曾當越南軍人的胡越（周潤發 飾）與在港的李立君（繆騫人 飾）從初中起便成為筆友，後來胡越因為厭倦殺人而以難民身份逃到香港。抵港後，二人隔著難民營的鐵絲網興奮地招手相認。一天，鄰床的船民朋友被越南共產黨特工在營裡暗殺，當那名特工又來尋仇時卻被早已提高警覺的胡越反殺。這件事後胡越變得杯弓蛇影，本職為社工的立君於是透過工作關係幫他申辦假護照到美國。過程中，胡越認識了同樣打算偷渡到美國的沈青（鍾楚紅 飾），在見面漸多下互生情愫。對胡越有好感的立君無奈地與即將離去的他話別。
蛇頭帶著偷渡人蛇在菲律賓馬尼拉轉機前往美國，胡越與沈青在等候轉機時約定在紐約唐人街會合，一起開展新的生活。不久後沈青失蹤，原來蛇頭打算把包括沈青在內的幾名女子賣到菲律賓做妓女。胡越知道後挾持蛇頭到夜總會大本營。蛇頭的老闆鍾仁（金彪 飾）是馬尼拉唐人街的黑幫勢力份子。在夜總會裏，鍾仁游說胡越為他工作，賺到錢便可以贖回沈青繼續前往美國。被勸服的胡越燒毀假證，決定在鍾仁旗下的餐廳賭場幫忙，一心一意籌錢把沈青贖出來。一次，見到沈青預備表演便怒火中燒，跑到後台與鍾仁的其他手下對峙。鍾仁邀請他到大宅談判，說只要胡越替他殺人便釋放沈青。胡越為了愛情，夥同鍾仁的手下阿三（羅烈 飾）做回殺人勾檔。在一次鍾仁策動的綁架中，因為涉及到了國際政治，鍾仁的政府靠山要求交待綁架事件並交出涉案人士。鍾仁想脫罪又想討好警方，於是設計陷害阿三和胡越。胡越與阿三根據鍾仁的計劃行事，但發覺用於挾持警察的槍械裏的子彈沒有火藥，列陣的大批菲律賓警察瘋狂向胡越及阿三開槍，在慌忙逃走時阿三中槍慘死，駕車接應的沈青也因而喪命......

## 演员
| 演員   | 角色     | 備註                                                         | 粵語配音 |
| 周潤發 | 胡越     | 越南殺手，知道李立君喜歡自己，但認為沈青才是自己最好的伴侶。 | 周潤發   |
| 繆騫人 | 李立君   | 社工，胡越的筆友，喜歡胡越。                                 | 朱曼子   |
| 鍾楚紅 | 沈青     | 越南難民，約定與胡越到美國開始新生活。                       | 沈小蘭   |
| 羅烈   | 阿三     | 鍾仁的手下，同情胡越。                                       | 金貴     |
| 湯錦棠 | 蛇頭     |                                                              | 馮永和   |
| 金彪   | 鍾仁     | 馬尼拉唐人街的黑幫分子，蛇頭的老闆，無惡不作。               | 盧雄     |
| 林應發 | 小童     |                                                              |          |
| 陳佗傑 | 老伯     |                                                              |          |
| 張鴻昌 | 特工     |                                                              |          |
| 鍾俊英 | 日語老師 |                                                              |          |
| 馮潤泉 | 販賣頭子 |                                                              |          |

## 製作
本片是許鞍華繼1978年香港電台電視單元劇《獅子山下·來客》之後，再度拍攝的越南移民題材。其時香港正面對越南船民問題，當她成功找到電影投資商後，便與編劇前往收容越南難民的啟德難民營（又稱新秀難民營）取材，與越南難民同食同住了幾天，聆聽了他們自越南冒生命危險逃到香港的經歷。许鞍华又帶編劇張堅庭去菲律宾馬尼拉唐人街体验生活，張在那裡认识了许多从1970年代来到菲律宾的越南家庭，又住在他們家裡感受生活氛围。
最早期的劇本版本由當時僅20多歲的張堅庭編寫，在創作期間他特意租住房東為越南華僑的房間，而主角胡越這個名字靈感來自「南來作家」司馬長風的筆名。導演許鞍華在接受訪問時提到，雖然周潤發、繆騫人及電影監製泰迪羅賓非常滿意張堅庭原本寫的劇本，但她卻覺得劇本不太妥當，但又說不出具體的問題。此時電影已經在拍攝階段，許鞍華臨時透過焦姣找來邱剛健（戴安平）幫忙修改劇本，加重了發生在菲律賓的情節戲份。許鞍華稱在修改劇本這個部分對張堅庭感到很抱歉。最終，在片頭的演職員表中，張堅庭是編劇，作為前輩的邱剛健則是劇本顧問。

## 電影歌曲
| 曲別   | 歌曲       | 作曲     | 作詞   | 编曲     | 演唱     |
| ------ | ---------- | -------- | ------ | -------- | -------- |
| 主題曲 | 〈故事〉   | 泰迪羅賓 | 鄭國江 |          | 泰迪羅賓 |
| 插曲   | 〈這是愛〉 | 林敏怡   | 林敏驄 | 藤田大土 | 泰迪羅賓 |

## 獎項
| 年份 | 頒獎典禮            | 獎項       | 獲提名 | 結果 |
| ---- | ------------------- | ---------- | ------ | ---- |
| 1982 | 第1屆香港電影金像獎 | 最佳編劇   | 張堅庭 | 獲獎 |
| 1982 | 第1屆香港電影金像獎 | 十大華語片 |        | 獲獎 |

## 軼事
當時，周潤發剛拍完了無綫電視劇集《親情》，無綫電視監製招振強安排他當即將開拍的劇集男主角，但此時周潤發卻答應了許鞍華拍本片。因為根據無綫電視藝員合約，他不能因接拍外面的戲而拒絕公司的電視劇，惟周仍然屬意拍攝本片。無綫電視高層陳慶祥為此與本片的投資人梁占美及其夫人梁李少霞見面，希望以賠償二十多萬元讓電影延期開拍，最終珠城公司沒有答應。該即將開拍的電視劇集後來揭發是《衝擊》。無綫高層劉天賜就此事欲起訴周潤發，後得本片監製泰迪羅賓出面擺平。周最後與無線和好並拍攝《千王群英會》。